# Lawrence Treat
Lawrence Treat, pseudonyme de Lawrence Arthur Goldstone, mais qui devient son nom légal en 1940, est né le 21 décembre 1903 à New York et mort le 7 janvier 1998 dans le village de Oak Bluffs sur l’île de Martha's Vineyard, Massachusetts. Cet auteur américaine de roman policier est considéré comme l'un des pères du sous-genre de la procédure policière.

## Biographie
Né dans une famille aisée, il fait ses études supérieures au Dartmouth College, puis entre à la faculté de droit de l’Université Columbia et obtient son diplôme en 1927. Il exerce pendant quelques mois la profession d’avocat dans une firme qui ferme ses portes en 1928. Peu après, pendant un voyage à Paris, il rencontre un ami qui lui propose de venir s’installer dans sa maison, en Bretagne. Au cours de ce séjour, il s’astreint à peaufiner sa technique de rédaction de récits. De retour en Amérique, il amorce une carrière en fiction policière où sa connaissance du droit se révèle un atout. 
En 1930, il publie un recueil de puzzles de mystère et de détection, Bringing Sherlock Home, dont le titre joue avec le nom du personnage de Arthur Conan Doyle. Il récidive en 1935 avec un deuxième ouvrage dans le même genre, Cherchez le coupable, avant de donner un premier roman policier, Run Far, Run Fast (1937), signé Lawrence A. Goldstone. Il adopte ensuite le pseudonyme de Lawrence Treat, qui devient son nom légal en 1940, et donne la série policière consacrée aux exploits du criminologue Carl Wayward, une suite de quatre romans qui ne se démarquent guère de la production courante de l'époque, tout comme la dizaine de nouvelles policières qu'il fait paraître dans des magazines.
V comme victime (1945) marque un tournant majeur de sa carrière. Il s'agit de l'une des premières œuvres littéraires du sous-genre de la procédure policière où s’illustreront plus tard Hillary Waugh et Ed McBain. V comme victime est le premier volet d’une série consacrée aux enquêtes de la brigade du 21e district de New York où travaillent, entre autres, le détective de troisième classe Mitch Taylor, le responsable du laboratoire des recherches techniques Jub Freeman et le chef  de la brigade, Bill Decker, un policier pur et dur qui exige de ses subalternes un travail impeccable. Incursion novatrice dans la réalité quotidienne d’un commissariat, la série rapporte de façon minutieuse le travail d’équipe où aucun personnage ne peut prétendre à la qualité de héros au sens conventionnel du terme. Chaque policier travaille en collaboration avec ses collègues qui utilisent tous les méthodes éprouvées de la criminologie pour élucider des délits de toutes natures.  Sont ainsi révélées les tâches routinières et les tracasseries bureaucratiques inhérentes aux fonctions d’un policier, mais aussi les moyens mis en œuvre pour établir les faits et consolider les preuves : interrogatoires et confrontations des versions des suspects et des témoins, filatures, perquisitions, analyses en laboratoire de vêtements, de traces, d’empreintes et de cheveux, consultations de fichiers, assistance du FBI, utilisations d’indics, arrestations.
Au début des années 1960, Lawrence Treat abandonne le roman pour publier essentiellement des nouvelles policières, un format où il donne le meilleur de sa production, reprenant à plusieurs reprises ses personnages du 21e district. Certaines nouvelles de Lawrence Treat ont été adaptées dans le cadre de séries télévisées américaines, notamment le Alfred Hitchcock présente.
Avec Clayton Rawson, Anthony Boucher et Brett Halliday, Lawrence Treat est l'un des membres fondateurs, en 1945, de l'association des Mystery Writers of America.

## Œuvre

### Romans

#### SérieCarl Wayward
- B as in Banshee (1940)
- D as in Dead (1941)
- H as in Hangman (1942)
- O as in Omen (1943)

#### SérieMitch Taylor, Jub Freeman et Bill Decker
- V as in Victim (1945) Publié en français sous le titre V comme victime, Paris, La Maîtrise du Livre, L'Empreinte no 12, 1947
- H as in Hunted (1946)
- Q as in Quicksand ou Step Into Quicksand (1947)
- T as in Trapped (1947)
- F as in Flight (1948) Publié en français sous le titre Impasse à la dame, Genève, Ditis, coll. Détective-club-Suisse no 94, 1953 ; réédition, Paris, Ditis, coll. Detective Club no 63, 1953
- Over the Edge (1948)
- Big Shot (1951) Publié en français sous le titre Le Caïd, Genève, Ditis, coll. Détective-club-Suisse no 114, 1955 ; réédition, Paris, Ditis, coll. Detective Club no 97, 1955
- Weep for a Wanton (1957)
- Lady, Drop Dead (1960)

#### Autres romans
- Run Far, Run Fast (1937), signé Lawrence A. Goldstone
- The Leather Man ou The Leather Man Murders (1944)
- Trial and Terror (1949)
- H as in Homicide (1965)
- Venus Unarmed (1961)

### Nouvelles

#### Recueils de nouvelles
- P as in Police : 16 Procedural Short Stories (1970)
- The Clue Armchair Detective (1983), nouvelles à partir des personnages du jeu de société Cludo (ou Clue).

#### Nouvelles de la sérieBill Decker, Mitch Taylor et Jub Freeman
- B as in Bloodstain ou Homicide Expert (1955)
- L as in Loot (1963) Publié en français sous le titre B comme Butin, Paris, Opta, Mystère magazine no 213, septembre 1965
- H as in Homicide (1964) Publié en français sous le titre L’Expert ès-crimes, Paris, Opta, Mystère magazine no 200, septembre 1964 ; réédition dans la même traduction revue et corrigée sous le titre H comme Homicide, dans Histoires sidérantes, Paris, Pocket no 1821, 1982
- C as in Clue (1964) Publié en français sous le titre L’Affaire du homard femelle, Paris, Opta, L’Anthologie du mystère no 12, 1969
- D as in Detail (1964)
- C as in Cop (1964)
- B as in Bullets (1965)
- H as in Holdup (1965)
- R as in Robbery (1965) Publié en français sous le titre V comme Voleur, Paris, Opta, Mystère magazine no 218, mars 1966
- A as in Accident (1965)
- B as in Bloodstain (1966)
- A as in Alibi (1966)
- K as in Knife (1966)
- H as in Heist (1966)
- M as in Mugged (1966)
- F as in Frame-Up (1967)
- P as in Payoff (1967)
- B as in Burglary (1967)
- C as in Crime (1967)
- B as in Blackmail (1968)
- S as in Shooting (1968)
- T as in Threat (1968)
- T as in Trespass (1969) Publié en français sous le titre S comme Squatter, Paris, Opta, Mystère magazine no 267, mai 1970
- F as in Fake (1970)
- R as in Rookie (1971)
- K as in Kidnaping (1971) Publié en français sous le titre K comme Kidnapping, Paris, Opta, Mystère magazine no 340, juin 1976
- B as in Bandit (1972)
- M as in Missing (1972) Publié en français sous le titre D comme Disparu, Paris, Opta, Mystère magazine no 329 et no 330, juillet-août 1975
- G as in Garrote (1972) Publié en français sous le titre La Corde à nœuds, Paris, Opta, Mystère magazine no 311, janvier 1974
- T as in Thief (1972) Publié en français sous le titre Une journée bien remplie, Paris, Opta, Mystère magazine no 320, septembre 1974
- C as in Cutthroat (1972)
- R as in Riot (1973) Publié en français sous le titre M comme Manif, Paris, Opta, Mystère magazine no 336, février 1976
- B as in Bride (1975)
- V as in Vengeance (1975)
- G as in Gun (1975)
- B as in Bludgeon (1976)
- P as in Poison (1976)
- C as in Crooked (1977)
- T as in Terror (1977)
- M as in Mayhem (1981)

#### Autres nouvelles isolées
- Detectograms—Check and Double Check (1936)
- Detectograms- Blood Money (1937)
- Death Test (1937)
- The Bashful Gun (1937)
- The Daring Young Man (1937)
- Shoes for Breakfast (1937)
- Snake in the Dark (1937)
- Elephants is Dainty (1937)
- Lead a Horse (1938)
- Over the Hills and Fire Away (1938)
- To Have and to Hold (1938)
- A Gun Don’t Shoot So Wet (1938)
- Four Bits for the Law (1938)
- Murder for Instance (1939)
- Mood for Murder (1939)
- Sing a Song of Murder (1939) Publié en français sous le titre Rengaine pour un assassin, Paris, Fayard, Le Saint détective magazine no 52, juin 1959
- The Corpse Speaks Up (1939)
- Death in the Swamp ou Swampers’ Gold (1939) Publié en français sous le titre Les Hommes du marécage, Paris, Fayard, Le Saint détective magazine no 73, mai 1967
- Penny for a Hansom (1939)
- Dames, Diamonds and Daggers (1939)
- Death’s Playgirl (1940)
- Murder Too Many (1940)
- Date with Death (1940)
- Pop Goes the Miracle (1940)
- Case of the Blushing Butcher (1940)
- In Satan’s Spotlight (1941)
- Confessional (1941)
- Swing & Slay (1941)
- A Matter of Scents (1941)
- Mr. Cinderella (1942)
- Fortune’s Fadeaway (1942)
- Cop with an Ear (1942)
- A Fist for Your Brain (1942)
- Nothing in Common (1942)
- All the Dead Turks (1943)
- Coffin House (1943)
- Final Performance (1944)
- Company A’s Bad Boy (1944)
- Murder of a Lady (1944)
- Murder Masquerade (1945) Publié en français sous le titre Carnaval à La Nouvelle-Orléans, Paris, Fayard, Le Saint détective magazine no 90, août 1962
- The Body in Sector R. (1945) Publié en français sous le titre Le Mort de la défense passive, dans Meurtres pour de vrai, Paris, Gallimard, Série noire no 2344, 1993
- Come Across with Murder (1945)
- Twenty Dollar Debt (1946)
- The Futile Corpse (1947)
- Four Bits for Law (1950)
- Ring Around a Lady (1950)
- The Cinderella Trick (1951)
- Shoes for Breakfast (1952)
- The Wire Brush (1953)
- Homicide Expert (1955)
- Proof of the Pudding (1956)
- A Man Named Smith (1956) Publié en français sous le titre Un certain Smith, Paris, Fayard, Le Saint détective magazine no 37, mars 1958 ; réédition de la même traduction sous le titre Un dénommé Smith, dans Histoires de crimes passionnels, Paris, Pocket no 3228, 1989
- Murder Me Twice (1957) Publié en français sous le titre Crime à répétition, Paris, Opta, Alfred Hitchcock magazine no 8, décembre 1961 ; réédition dans Histoires fascinantes, Paris, Pocket no 2366, 1986
- Twice Around the Block (1957)
- Exactly Five Thirty-Five (1957) Publié en français sous le titre Je veux mon argent, Paris, Fayard, Le Saint détective magazine no 43, septembre 1958
- Suburban Tigress (1957) Publié en français sous le titre Tigresse de banlieue, Paris, Opta, Alfred Hitchcock magazine no 46, décembre 1964 ; réédition dans une traduction revue sous le titre C’est le plombier !, dans Histoires diaboliques, Paris, Pocket no 2365, 1986
- The Man Who Got Away with It (1957)
- United Nations Murder Case (1957) Publié en français sous le titre L’Affaire de l’Unesco, Paris, Fayard, Le Saint détective magazine no 51, mai 1959
- Justice Magnifique (1958)
- A Safe’s Cracked in Brooklyn (1958)
- Reluctant Riot (1958)
- Some Diamonds and I... (1958)
- The Reluctant Victim (1958)
- Dresden Alias Faraday (1959)
- Big Important Day (1959) Publié en français sous le titre Le Grand Jour, Paris, Opta, Alfred Hitchcock magazine no 40, juin 1964 ; réédition dans Histoires troublantes, Paris, Le Livre de poche no 3008, 1988
- Ice Cold Murder (1959)
- Who’s Innocent ? (1959) Publié en français sous le titre Qui est innocent ?, Paris, Opta, Alfred Hitchcock magazine no 23, mars 1963
- Perfect Shot (1959) Publié en français sous le titre Instantané, Paris, Opta, Alfred Hitchcock magazine no 103, décembre 1969
- Framed in Oil (1960) Publié en français sous le titre Un coup monté, Paris, Fayard, Le Saint détective magazine no 71, janvier 1961
- Another Day, Another Murder (1960) Publié en français sous le titre Ça fait des bulles..., Paris, Opta, Alfred Hitchcock magazine no 19, novembre 1962 ; réédition dans Histoires macabres, Paris, Le Livre de poche no 3003, 1988 ; réédition du recueil, Paris, Hachette-jeunesse, coll. Vertige no 1308, 1998
- The Helping Hand (1961) Publié en français sous le titre Une main secourable, Paris, Opta, Alfred Hitchcock magazine no 83, janvier 1962
- 50.000 dollars puzzle (1961) Publié en français sous le titre Ironie du sort, Paris, Opta, Alfred Hitchcock magazine no 17, septembre 1962
- Friendly Murderer (1962)
- The Picture of Guilt (1962)
- Family Code (1962) Publié en français sous le titre L’Honneur familial, Paris, Opta, Alfred Hitchcock magazine no 20, décembre 1962 ; réédition dans Histoires à vous couper le souffle, Paris, Pocket no 2368, 1987 ; réédition du recueil dans 100 autres histoires extraordinaires, Omnibus, 1995
- Death Lives Here (1962) Publié en français sous le titre Le Bayou de la mort, Paris, Fayard, Le Saint détective magazine no 111, mai 1964
- Shoot a Friendly Bullet (1962) Publié en français sous le titre Épouse d’assassin, Paris, Opta, Alfred Hitchcock magazine no 53, septembre 1965
- Run Into Trouble (1963)
- Breathe Deep, Lady! (1963) Publié en français sous le titre Respirez bien, madame, Paris, Fayard, Le Saint détective magazine no 96, février 1963
- The Man Who Got Away With It (1963) Publié en français sous le titre Le Geste révélateur, Paris, Opta, Alfred Hitchcock magazine no 39, juillet 1964
- Instructions for Murder (1963) Publié en français sous le titre L’Art de tuer, Paris, Fayard, Le Saint détective magazine no 103, septembre 1963
- Homicide, Maybe (1963)
- Dead Duck (1964) Publié en français sous le titre Fichu !, Paris, Opta, Alfred Hitchcock magazine no 60, avril 1966
- Ask a Stupid Question (1964) Publié en français sous le titre L’Homme au chapeau vert, Paris, Fayard, Le Saint détective magazine no 119, janvier 1965
- Ugly Duckling (1964) Publié en français sous le titre Le Bon Plan, Paris, Fayard, Le Saint détective magazine no 124, juin 1965
- Some Other Time (1965) Publié en français sous le titre Une autre fois, Paris, Fayard, Le Saint détective magazine no 127, septembre 1965
- Bluebeard’s Seventh Wife (1966) Publié en français sous le titre La Septième Femme de Barbe-Bleue, Paris, Fayard, Le Saint détective magazine no 137, juillet 1966
- Set a Thief (1966) Publié en français sous le titre Échec à un voleur, Paris, Fayard, Le Saint détective magazine no 141, novembre 1966
- Music to Murder By (1967) Publié en français sous le titre Meurtre en musique, Paris, Fayard, Le Saint détective magazine no 144, février 1967
- Change of Heart (1968)
- The Inside Story (1969) Publié en français sous le titre Au-delà des apparences, Paris, Opta, Mystère magazine no 259, septembre 1969
- The Motive (1969)
- Let’s Have an Accident (1970)
- The Heart of the Case (1970) Publié en français sous le titre Le Nœud de l’affaire, Paris, Opta, Mystère magazine no 270, août 1970
- The Verdict (1970) Publié en français sous le titre Le Verdict, Paris, Opta, Mystère magazine no 301, mars 1973
- An Accident in Hudson Heights (1971) Publié en français sous le titre Accrochage aux Hudson Heights, Paris, Opta, Mystère magazine no 280, juin 1971
- Crime at Red Spit (1971)
- Jackpot (1971) Publié en français sous le titre Le Gros Lot, Paris, Opta, Mystère magazine no 284, septembre 1971
- How to Kidnap the Vice-President (1971) en collaboration avec Dorothy Salisbury Davis et Harold Q. Masur
- The Mushroom Fanciers (1971) Publié en français sous le titre Les Amateurs de champignons, Paris, Opta, Mystère magazine no 285, octobre 1971
- The Caution Man (1971)
- Wife Trouble (1972)
- The Haunted Portrait (1972) Publié en français sous le titre Le Portrait qui accuse, Paris, Opta, Mystère magazine no 298, décembre 1972
- Give the Devil His Due (1973)
- The Innocent One (1973)
- Black Lace Gambit (1974)
- A Walk on the Beach (1974)
- Nice and Dead (1974)
- In Vino Veritas (1974)
- Accuse Me Please (1975)
- Before It’s Too Late (1975)
- The Candle Flame (1976)
- Moment of Truth (1976)
- Shakespeare’s Left Ear (1976)
- The Second One (1976)
- The Killing of Wincoe Jones (1977) Publié en français sous le titre Interrogatoire à huis clos, Paris, LGF, Alfred Hitchcock magazine, 2e série no 5, janvier 1989 ; réédition dans Le Lion... ou la Belle ?, Paris, Librairie des Champs-Élysées, Le Club des Masques no 1003, 1992
- The Ginseng Root (1977)
- A Matter of Language (1977)
- A Matter of Juridiction (1978)
- The Bottle of Wine (1978)
- The Two-Timer (1978)
- A Matter of Arson (1978)
- A Matter of Mushrooms (1978)
- Cop Goes the Weasel (1978) Publié en français sous le titre Pseudo-Flic, dans Histoires à risques et périls, Paris, LGF, Le Livre de poche  no 6926, 1985
- A Matter of Morality (1979)
- A Matter of Digging (1979)
- A Touch of Parmigiana (1979)
- The Miser (1979)
- To Love Thy Neighbor (1979)
- All in Good Taste (1980)
- The Arabella Plot (1980)
- A Slip of the Lip (1980)
- A Matter of Witnesses (1980) Publié en français sous le titre Harold, maudit Harold !, Paris, LGF, Alfred Hitchcock magazine, 2e série no 9, mai 1989
- A Matter of Skating (1980)
- A Matter of Kicks (1982)
- A Matter of Family (1982) Publié en français sous le titre Une affaire de famille, dans Histoires de sang et de sous, Paris, LGF, Le Livre de poche  no 7360, 1992
- You’re the Detective! (1983)
- Incident in Hell’s Kitchen (1992)
- The Brothers (1992)
- Tableau (1993)

#### Nouvelle signées Gordon Lord
- Six to One (1930)
- The Honor of Hakim (1931)
- Trigger Love (1932)
- Black Idols (1933)
- White Magic (1934)

### Essais
- Murder in Mind (1967)
- Mystery Writer’s Handbook (1976)

### Autres publications
- Bringing Sherlock Home ou Sherlock’s Home : a Series of Mysteries (1930)
- Crime and Puzzlement I (1935) Publié en français sous le titre Cherchez le coupable, Paris, Marabout, 1989
- Crime and Puzzlement II (1981) Publié en français sous le titre Crimes et Indices : 24 coupables à découvrir, Paris, Albin Michel Jeunesse, 2008
- You’re the Detective! (1983)
- Crime and Puzzlement III (1988)

## Adaptations télévisuelles
- 1952 : The Debt, épisode 36, saison 4, de la série télévisée américaine Suspense.
- 1957 : The Deadly, épisode 11, saison 3, de la série télévisée américaine Alfred Hitchcock présente, réalisé par Don Taylor, d'après la nouvelle Suburban Tigress, avec Phyllis Thaxter et Lee Philips.
- 1958 : Murder Me Twice, épisode 9, saison 4, de la série télévisée américaine Alfred Hitchcock présente, réalisé par David Swift, avec Phyllis Thaxter et Tom Helmore.
- 1973 : The Power of Fear, épisode 18, saison 1, de la série télévisée britannique Les Mystères d'Orson Welles, réalisé par Peter Sasdy, avec Shirley Knight et Don Murray.
- 1985 : Wake Me When I'm Dead, épisode 3, saison 1, de la série télévisée américaine Alfred Hitchcock présente, réalisé par Frank Pierson, avec Barbara Hershey et Buck Henry.

## Prix et distinctions
- Edgar de la meilleure nouvelle 1965 pour H comme Homicide
- Edgar Spécial 1978 pour Mystery Writer’s Handbook